# 多尼芬縣 (堪薩斯州)

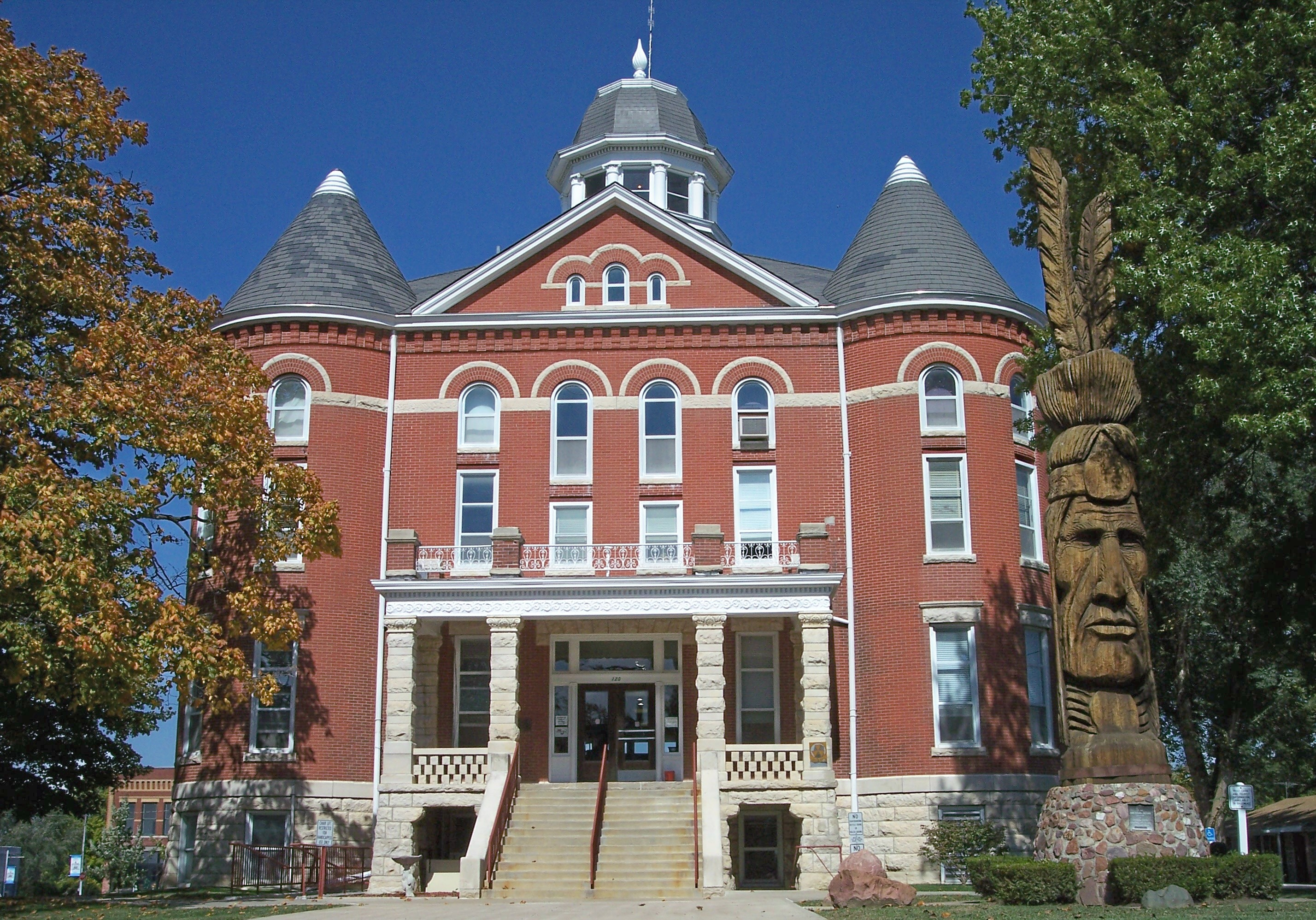
縣法院

多尼芬县（英語：Doniphan County，簡稱DP）是位於美國堪薩斯州東北角的一個縣，東、北隔密蘇里河與密蘇里州相望，西北鄰內布拉斯加州。面積1,028平方公里。根據2000年美國人口普查，共有人口8,249人。縣治特洛伊 (Troy)。
成立於1855年8月25日，縣名紀念美墨戰爭時期的騎兵司令亞歷山大·W·多尼芬 (Alexander W. Doniphan)。